# 16 listopada
16 listopada jest 320. (w latach przestępnych 321.) dniem w kalendarzu gregoriańskim. Do końca roku pozostaje 45 dni.

## Święta
- Imieniny obchodzą: Agnieszka, Audomar, Ariel, Aureliusz, Dionizy, Edmund, Eucheriusz, Gertruda, Łucja, Małgorzata, Niedamir, Otmar i Patrokles
- Islandia – Dzień Języka Islandzkiego
- Międzynarodowe – Międzynarodowy Dzień Tolerancji[1] (ustanowione przez Zgromadzenie Ogólne ONZ w 1966 roku)
- Polska – Dzień Służby Zagranicznej
- Wspomnienia i święta w Kościele katolickim[2][3] obchodzą:
  - Matka Boża Ostrobramska, Matka Miłosierdzia[4]
  - św. Agnieszka z Asyżu (dziewica)
  - św. Eucheriusz z Lyonu (biskup)
  - św. Gertruda (dziewica)
  - św. Małgorzata Szkocka (królowa Szkocji)

## Wydarzenia w Polsce
- 1611:
  - Na Rynku w Warszawie został stracony za herezję i bluźnierstwo członek wspólnoty braci polskich Iwan Tyszkiewicz.
  - Przed kościołem św. Anny w Warszawie elektor brandenburski Jan Zygmunt Hohenzollern złożył hołd lenny królowi Zygmuntowi III Wazie.
- 1794 – Pod Radoszycami skapitulował ostatni oddział powstańczy insurekcji kościuszkowskiej.
- 1800 – Zainaugurowało działalność Towarzystwo Warszawskie Przyjaciół Nauk.
- 1846 – Austria dokonała aneksji obszaru Wolnego Miasta Krakowa (tzw. Rzeczypospolitej Krakowskiej).
- 1856 – We Wrocławiu otwarto Stary Cmentarz Żydowski.
- 1863 – Powstanie styczniowe: zwycięstwo powstańców w bitwie pod Rossoszem.
- 1900 – Przed nieistniejącym już hotelem „Germania” we Wrocławiu chora psychicznie zamachowczyni rzuciła toporkiem w stronę powozu cesarza Niemiec Wilhelma II Hohenzollerna.
- 1910 – Miasto Sopot zakupiło pobliską miejscowość Karlikowo.
- 1912 – Cesarz Wilhelm II dokonał otwarcia zapory na rzece Bóbr w Pilchowicach.
- 1914 – I wojna światowa:
  - Rozpoczęła się bitwa pod Krakowem pomiędzy wojskami austro-węgierskimi i rosyjskimi.
  - Zwycięstwo wojsk niemieckich nad rosyjskimi w bitwie pod Kutnem.
- 1918:
  - Notyfikowano powstanie Państwa Polskiego ( Telegram Piłsudskiego).
  - W Międzyrzecu Podlaskim żołnierze niemieccy zamordowali 22 żołnierzy POW broniących pałacu Potockich i co najmniej kolejne 22 osoby spośród ludności cywilnej.
- 1924 – W Toruniu wyjechały na trasę pierwsze autobusy miejskie.
- 1926 – We wsi Tylawa w Beskidzie Niskim greckokatoliccy parafianie Tylawy i sąsiedniej wsi Trzciana, zebrani na wiecu rzekomo w obecności prawosławnego biskupa Adama (Filipowskiego) z USA, zadeklarowali odejście z cerkwi greckokatolickiej i przejście na prawosławie, a następnie poprosili prawosławnego metropolitę warszawskiego Dionizego o ustanowienie dla nich parochii prawosławnej (schizma tylawska).
- 1930 – Odbyły się przedterminowe wybory do Sejmu (tzw. „wybory brzeskie”). Wybory do Senatu przeprowadzono tydzień później.
- 1940 – Niemcy utworzyli getto warszawskie.
- 1943 – Rzeź wołyńska: we wsi Huta Stara miejscowa samoobrona, wspierana przez partyzantów radzieckich i AK, odparła atak oddziałów UPA w liczbie około 1200 ludzi, z których około 100 zginęło lub zostało rannych.
- 1945 – Dekretem Rady Ministrów została powołana Komisja Specjalna do Walki z Nadużyciami i Szkodnictwem Gospodarczym.
- 1950 – W Warszawie rozpoczął obrady II Światowy Kongres Pokoju.
- 1959 – Premiera filmu Kamienne niebo w reżyserii Czesława i Ewy Petelskich.
- 1964:
  - Premiera filmu Rachunek sumienia w reżyserii Juliana Dziedziny.
  - Sejm PRL przyjął ustawę o Polskim Czerwonym Krzyżu.
- 1968 – Zakończył się V zjazd PZPR.
- 1979:
  - Dokonano oblotu śmigłowca PZL W-3 Sokół.
  - Premiera filmu Amator w reżyserii Krzysztofa Kieślowskiego.
- 1982 – Wycofany ze służby żaglowiec „Dar Pomorza” został przekazany Centralnemu Muzeum Morskiemu w Gdańsku.
- 1984 – W Operetce Warszawskiej odbyła się prapremiera musicalu Boso, ale w ostrogach na podstawie powieści Stanisława Grzesiuka.
- 1989 – Przystąpiono do demontażu pomnika Feliksa Dzierżyńskiego w Warszawie.
- 1998 – Uruchomiono platformę cyfrową CYFRA+.
- 1999 – W Katowicach otwarto centrum handlowo-usługowe 3 Stawy.
- 2000 – Sejm RP przyjął ustawę o przeciwdziałaniu praniu brudnych pieniędzy oraz finansowaniu terroryzmu.
- 2007:
  - Otwarto nowy gmach Muzeum Miasta Gdyni.
  - Został zaprzysiężony I rząd Donalda Tuska.
- 2014 – Odbyły się wybory samorządowe.
- 2015 – Został zaprzysiężony rząd Beaty Szydło.
- 2021 – Kryzys migracyjny na granicy polsko-białoruskiej: polskie służby uniemożliwiły próbę siłowego sforsowania granicy przez grupę migrantów koło przejścia w Kuźnicy.
- 2022 – Telewizja Polsat wyemitowała ostatni odcinek serialu komediowego Świat według Kiepskich .
- 2024 – Rozpoczął się Synod Kościoła Starokatolickiego Mariawitów w RP, pierwszy od 1935 roku[5][6].

## Wydarzenia na świecie

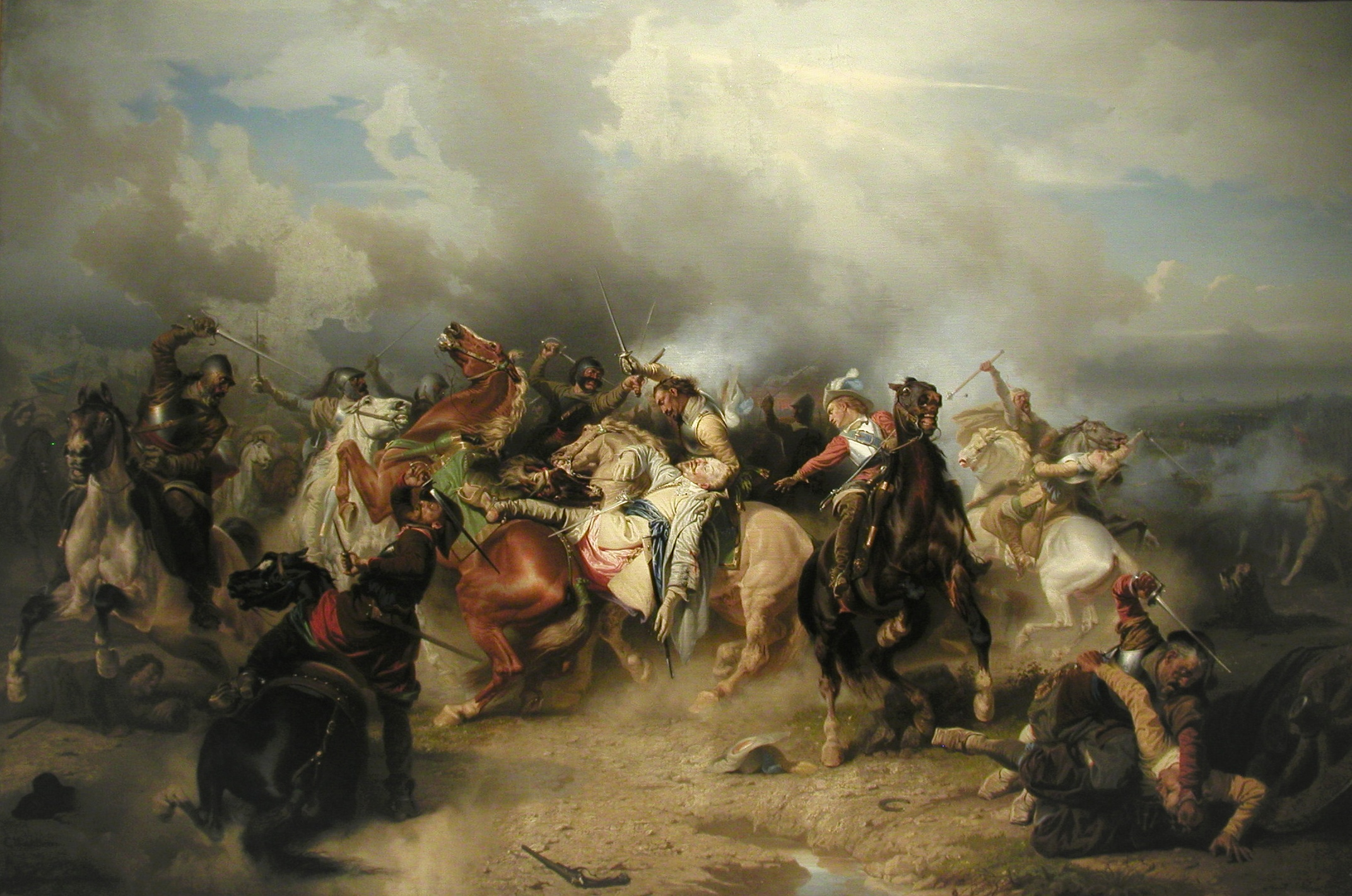
Bitwa pod Lützen (1632) na obrazie Carla Wahlboma

- 534 – Została ogłoszona druga i ostateczna wersja Kodeksu Justyniana.
- 1272 – Edward I Długonogi został królem Anglii.
- 1364 – Władysław I Samoderżec został hospodarem Wołoszczyzny.
- 1414 – Rozpoczął się sobór w Konstancji kończący wielką schizmę zachodnią.
- 1485 – Hetman Jan Polak Karnkowski, posiłkujący z 3000 jazdy wyprawę hospodara mołdawskiego Stefana III Wielkiego przeciwko Turkom, odniósł zwycięstwo w bitwie nad jeziorem Katlabuga.
- 1492 – W okolicy Ensisheim w Alzacji spadł meteoryt kamienny o masie 127 kg.
- 1500 – Go-Kashiwabara został cesarzem Japonii.
- 1531 – W Deinikon podpisano układ pokojowy kończący II wojnę kappelską pomiędzy kantonami protestanckimi a katolickimi w Szwajcarii.
- 1532 – Hiszpański podbój Peru: pod Cajamarcą Hiszpanie pod wodzą Francisco Pizarro dokonali rzezi 4 tys. nieuzbrojonych Inków i wzięli do niewoli ich wodza Atahualpę.
- 1542 – Juan Rodríguez Cabrillo odkrył Zatokę Monterey w Kalifornii.
- 1632 – Wojna trzydziestoletnia: stoczono bitwę pod Lützen pomiędzy wojskami szwedzkimi a habsburskimi, w czasie której poległ król Szwecji Gustaw II Adolf. Na tron szwedzki wstąpiła jego córka Krystyna Waza.
- 1646 – Joannik II został ekumenicznym patriarchą Konstantynopola.
- 1698 – W Karłowicach w Wojwodinie rozpoczęły się rokowania pokojowe, które doprowadziły do podpisania 26 stycznia następnego roku traktatu kończącego wojnę między Imperium Osmańskim a Ligą Świętą.
- 1700 – Podpisano porozumienie na mocy którego cesarz rzymski Leopold I Habsburg zezwolił Fryderykowi I na podniesienie Prus Książęcych do rangi królestwa w zamian za udzielenie pomocy w wojnie o sukcesję hiszpańską.
- 1756 – William Cavendish został premierem Wielkiej Brytanii.
- 1773 – Przyszły król Francji Karol X Burbon poślubił Marię Teresę Sabaudzką.
- 1776 – Wojna o niepodległość Stanów Zjednoczonych: zwycięstwo wojsk brytyjskich w bitwie o Fort Washington.
- 1797 – Fryderyk Wilhelm III został królem Prus.
- 1805 – III koalicja antyfrancuska: taktyczne zwycięstwo francuskie i strategiczne zwycięstwo rosyjskie w bitwie pod Schöngrabern.
- 1848 – W Londynie odbył się ostatni publiczny koncert Fryderyka Chopina.
- 1849 – Fiodor Dostojewski i inni członkowie Koła Pietraszewskiego zostali skazani na śmierć. Wyrok zmieniono tuż przed egzekucją 22 grudnia.
- 1850 – W Trieście odbyła się premiera opery Stiffelio Giuseppe Verdiego.
- 1852 – Brytyjski astronom John Russell Hind odkrył planetoidę Kalliope.
- 1855 – David Livingstone odkrył Wodospady Wiktorii na rzece Zambezi w Afryce.
- 1859 – Została utworzona eparchia symferopolska i krymska Rosyjskiego Kościoła Prawosławnego.
- 1870 – Amadeusz I został królem Hiszpanii.
- 1888 – Założono klub piłkarski MTK Budapeszt.
- 1890 – Austriacki astronom Johann Palisa odkrył planetoidę (301) Bavaria.
- 1893 – Założono klub piłkarski Sparta Praga.
- 1894 – Manuel Irigoyen Larrea został po raz trzeci premierem Peru.
- 1896 – Uruchomiono elektrownię wodną na Niagarze.
- 1898 – Austriacki ginekolog Ernst Wertheim jako pierwszy przeprowadził radykalną histerektomię z dojścia brzusznego u pacjentki z rakiem szyjki macicy.
- 1904:
  - Brytyjczyk John Ambrose Fleming złożył wniosek o opatentowanie lampy elektronowej.
  - Niemiecki astronom Max Wolf odkrył planetoidy: Senta i Ortrud.
- 1907:
  - Brytyjski transatlantyk „Mauretania” wypłynął z Liverpoolu w swój dziewiczy rejs do Nowego Jorku.
  - Oklahoma jako 46. stan przystąpiła do Unii.
- 1908 – W ramach skrajnie prawicowej Akcji Francuskiej powstała organizacja młodzieżowa Kameloci Króla.
- 1909:
  - Powstała pierwsza na świecie (używająca sterowców) niemiecka linia lotnicza DELAG.
  - Założono holenderski klub piłkarski FC Eindhoven.
- 1914 – Utworzono Bank Rezerw Federalnych w Nowym Jorku.
- 1915 – I wojna światowa: Hermann Göring odniósł pierwsze ze swoich 22 zwycięstw powietrznych.
- 1917:
  - Amerykański astronom George Henry Peters odkrył planetoidę Washingtonia.
  - Georges Clemenceau został po raz drugi premierem Francji.
- 1918 – Proklamowano Republikę Węgierską.
- 1920 – Założono australijskie linie lotnicze Qantas.
- 1924 – Jüri Jaakson został prezydentem Estonii.
- 1930 – Założono Narodowosocjalistyczną Duńską Partię Robotniczą (DNSAP).
- 1933:
  - Amerykański pilot Jimmie Angel odkrył z powietrza najwyższy wodospad na świecie Salto del Angel w Wenezueli.
  - ZSRR i USA nawiązały stosunki dyplomatyczne.
- 1938:
  - Hiszpańska wojna domowa: decydujące strategiczne zwycięstwo sił nacjonalistycznych w bitwie nad Ebro (25 lipca-16 listopada).
  - Szwajcarski chemik Albert Hofmann dokonał syntezy LSD.
- 1939 – Al Capone został zwolniony przedterminowo z więzienia.
- 1940 – Front zachodni: w odwecie za zbombardowanie przez Niemców dwa dni wcześniej Coventry samoloty RAF dokonały nalotów bombowych na Hamburg, Bremę i Berlin.
- 1942 – Wojna na Pacyfiku: na Nowej Gwinei zwycięstwem aliantów zakończyły się walki na szlaku Kokoda i rozpoczęła się bitwa o Buna-Gona.
- 1943:
  - Amerykańskie samoloty zbombardowały niemiecką fabrykę ciężkiej wody w Rjukan w okupowanej Norwegii, powodując jedynie niewielkie uszkodzenia.
  - Kampania śródziemnomorska: zwycięstwo wojsk niemieckich w bitwie o Leros.
- 1944 – Front zachodni: alianckie lotnictwo przeprowadziło ciężkie naloty bombowe na miasta: Düren, Heinsberg i Jülich.
- 1945:
  - Powstała Organizacja Narodów Zjednoczonych do spraw Oświaty, Nauki i Kultury (UNESCO).
  - Premiera amerykańskiego filmu Stracony weekend w reżyserii Billy’ego Wildera.
- 1952 – Nad Atolem Enewetak Amerykanie przeprowadzili próbny wybuch bomby atomowej Ivy King.
- 1956 – Zlikwidowano komunikację tramwajową w stolicy Szkocji Edynburgu.
- 1959 – 42 osoby zginęły w Zatoce Meksykańskiej w katastrofie należącego do National Airlines samolotu Douglas DC-7, lecącego z Tampy do Nowego Orleanu.
- 1962 – Premiera włoskiego filmu wojennego Cztery dni Neapolu w reżyserii Nanniego Loya.
- 1967 – W katastrofie samolotu Ił-18B pod Swierdłowskiem zginęło 130 osób.
- 1970:
  - Dokonano oblotu amerykańskiego samolotu pasażerskiego Lockheed L-1011 TriStar.
  - W wyniku wojskowego zamachu stanu władzę w Syrii przejął Hafiz al-Assad.
- 1972 – W Paryżu została przyjęta Konwencja o ochronie światowego dziedzictwa kulturowego i naturalnego.
- 1974 – Wysłano skierowaną do potencjalnych cywilizacji pozaziemskich tzw. Wiadomość Arecibo.
- 1979 – Otwarto pierwszą linię metra w Bukareszcie.
- 1980 – Francuski filozof marksistowski Louis Althusser udusił swoją żonę.
- 1981 – 99 osób zginęło w katastrofie samolotu Tu-154B w rosyjskim Norylsku.
- 1988:
  - Rada Najwyższa Estońskiej SRR uchwaliła deklarację suwerenności.
  - W pierwszych od ponad 10 lat wolnych wyborach parlamentarnych w Pakistanie zwyciężyła Pakistańska Partia Ludowa pod przywództwem Benazir Bhutto.
- 1989 – 8 osób (w tym 6 księży jezuitów) zostało zamordowanych na Uniwersytecie Środkowoamerykańskim w stolicy Salwadoru San Salvador przez wojskowy szwadron śmierci.
- 1991 – W Chinach rozpoczęły się I Mistrzostwa Świata w Piłce Nożnej Kobiet.
- 1994 – Emomali Rahmon został zaprzysiężony na stanowisku prezydenta Tadżykistanu.
- 1996:
  - Agent CIA Harold James Nicholson został aresztowany pod zarzutem szpiegostwa na rzecz Rosji.
  - Matka Teresa z Kalkuty otrzymała tytuł Honorowego Obywatela Stanów Zjednoczonych.
  - W zamachu bombowym na budynek zamieszkany przez rodziny rosyjskich strażników granicznych w Kaspijsku w Dagestanie zginęło 67 osób.
- 2000 – Bill Clinton jako pierwszy prezydent USA przybył z wizytą do Wietnamu.
- 2003:
  - W Dar es Salaam zawarto porozumienie pokojowe pomiędzy rządem Burundi a rebelianckim ugrupowaniem CNDD-FDD.
  - W Porto otwarto Stadion Smoka.
- 2004:
  - Bezzałogowa eksperymentalna maszyna amerykańska X-43 ustanowiła rekord prędkości dla samolotów, osiągając 9,6 macha (11,3 tys. km/h).
  - Telewizja Fox wyemitowała pierwszy odcinek serialu Dr House.
  - Wojna w Iraku: wojska amerykańskie zdobyły Faludżę.
- 2007:
  - Muhammad Mian Soomro został premierem Pakistanu.
  - Uruchomiono ponownie po odbudowaniu jeden z pierwszych komputerów w historii – brytyjski Colossus.
- 2010 – Ogłoszono zaręczyny księcia Williama i Catherine Middleton.
- 2011:
  - Gordon Darcy Lilo został premierem Wysp Salomona.
  - We Włoszech zaprzysiężono rząd Mario Montiego.
- 2012 – Izba apelacyjna Międzynarodowego Trybunału Karnego dla byłej Jugosławii w Hadze uniewinniła od wszystkich punktów oskarżenia chorwackiego generała Ante Gotovinę, skazanego w pierwszej instancji na 24 lata więzienia.
- 2013 – Abdullah Jamin wygrał wybory prezydenckie na Malediwach, pokonując w II turze byłego prezydenta Mohameda Nasheeda.
- 2014 – Klaus Iohannis wygrał wybory prezydenckie w Rumunii, pokonując w II turze premiera Victora Pontę.
- 2018:
  - Na wysokości Półwyspu Valdés w Patagonii zlokalizowano wrak argentyńskiego okrętu podwodnego ARA „San Juan”, który zatonął rok wcześniej z 44 członkami załogi na pokładzie.
  - Na zakończonej w Wersalu 26. Generalnej Konferencji Miar przyjęto rezolucję w sprawie redefinicji (od 20 maja 2019) czterech jednostek podstawowych układu SI: kilograma, kelwina, ampera i mola.
- 2023 – 26 osób zginęło, a 63 odniosły obrażenia w pożarze biurowca w Lüliang w chińskiej prowincji Shanxi.

## Zdarzenia astronomiczne ieksploracja kosmosu
- 1835 – Kometa Halleya przeszła przez peryhelium.
- 1965 – W kierunku Wenus została wystrzelona radziecka sonda Wenera 3, pierwszy obiekt, który dotknął powierzchni innej planety.
- 1973 – Na amerykańską stację orbitalną Skylab przybyła trzecia i ostatnia misja załogowa.
- 1996 – Rakieta z rosyjską sondą kosmiczną Mars 96 rozbiła się krótko po starcie na Pacyfiku.
- 2009 – Rozpoczęła się misja STS-129 wahadłowca Atlantis.
- 2020 – Rozpoczął się pierwszy operacyjny lot kapsuły Crew Dragon z czteroosobową załogą na Międzynarodową Stację Kosmiczną (ISS).
- 2022 – W ramach misji Artemis 1, obejmującej wejście na orbitę okołoksiężycową, NASA wystrzeliła ciężką rakietę nośną SLS-1 ze statkiem kosmicznym Orion z trzema manekinami na pokładzie.

## Urodzili się
- 42 p.n.e. – Tyberiusz, cesarz rzymski (zm. 37)
- 1436 – Leonardo Loredano, doża Wenecji (zm. 1521)
- 1466 – Francesco Cattani da Diacceto, włoski filozof (zm. 1522)
- 1531 – Anna d’Este, księżniczka z Ferrary (zm. 1607)
- 1538 – Turybiusz de Mogrovejo, hiszpański duchowny katolicki, arcybiskup Limy i prymas Peru, święty (zm. 1606)
- 1579 – Federico Cornaro, włoski duchowny katolicki, patriarcha Wenecji, kardynał (zm. 1653)
- 1593 – Paul Felgenhauer, niemiecki teozof, chiliasta (zm. ok. 1677)
- 1600 – Andrzej Węgierski, polski działacz reformacji, kaznodzieja protestancki, duchowny Jednoty braci czeskich, poeta, tłumacz (zm. 1649)
- 1603:
  - Taddeo Barberini, włoski arystokrata, dowódca wojskowy (zm. 1647)
  - Augustyn Kordecki, polski paulin, przeor klasztoru na Jasnej Górze (zm. 1673)
- 1615 – Guillaume Dumanoir, francuski skrzypek, kompozytor (zm. 1697)
- 1617 – Fryderyk VI, margrabia Badenii-Durlach (zm. 1677)
- 1624 – (data chrztu) Barent Fabritius, holenderski malarz (zm. 1673)
- 1642 – Cornelis Evertsen młodszy, holenderski admirał (zm. 1706)
- 1643 – Jean Chardin, francuski jubiler, podróżnik, pisarz (zm. 1713)
- 1655 – Alessandro Gherardini, włoski malarz (zm. 1726)
- 1673 – Aleksandr Mienszykow, rosyjski książę, feldmarszałek, generalissmus (zm. 1729)
- 1715 – Girolamo Abos, włoski kompozytor, pedagog pochodzenia maltańskiego (zm. 1760)
- 1717 – Jean le Rond d’Alembert, francuski fizyk, matematyk, filozof (zm. 1783)
- 1725 – Ludwik Jan Maria Burbon, francuski arystokrata, admirał (zm. 1793)
- 1729 – Idzi Maria od św. Józefa, włoski franciszkanin, święty (zm. 1812)
- 1750 – Edward Law, brytyjski arystokrata, sędzia, polityk (zm. 1818)
- 1753 – James McHenry, amerykański lekarz, polityk (zm. 1816)
- 1755 – Maximin Isnard, francuski polityk, rewolucjonista (zm. 1825)
- 1758 – Peter Andreas Heiberg, duński prozaik, poeta (zm. 1841)
- 1766 – Rodolphe Kreutzer, francuski skrzypek, kompozytor, dyrygent, pedagog (zm. 1831)
- 1775 – Stanisław Klicki, polski generał kawalerii (zm. 1847)
- 1782 – Gilbert Elliot-Murray-Kynynmound, brytyjski arystokrata, dyplomata, polityk (zm. 1859)
- 1786 – Karl Ernst Christoph Schneider, niemiecki filolog klasyczny, wykładowca akademicki (zm. 1856)
- 1787 – François-Joseph Navez, belgijski malarz (zm. 1869)
- 1790 – Stanisław Serwaczyński, polski skrzypek wirtuoz, kompozytor, dyrygent, pedagog (zm. 1859)
- 1791 – Johan Ludvig Heiberg, duński pisarz (zm. 1860)
- 1795:
  - Ferdinand-François-Auguste Donnet, francuski duchowny katolicki, arcybiskup Bordeaux, kardynał (zm. 1882)
  - Edward King, brytyjski arystokrata, historyk (zm. 1837)
- 1799 – Karol Michał Lanckoroński, polski hrabia, mecenas sztuki, dyrektor wiedeńskich teatrów dworskich (zm. 1863)
- 1806 – Karol Kuzmány, słowacki pastor, teolog, estetyk, działacz narodowy, poeta, publicysta, tłumacz (zm. 1866)
- 1807 – Jónas Hallgrímsson, islandzki poeta, prozaik, tłumacz, naturalista (zm. 1845)
- 1810 – Karel Hynek Mácha, czeski poeta, prozaik (zm. 1836)
- 1811 – John Bright, brytyjski polityk, kwakier (zm. 1889)
- 1813 – Melchior Josef Martin Knüsel, szwajcarski polityk, prezydent Szwajcarii (zm. 1889)
- 1814 – Edmund Wasilewski, polski poeta, pedagog (zm. 1846)
- 1816 – Andrei Mureșanu, rumuński poeta, publicysta, tłumacz, działacz narodowy (zm. 1863)
- 1819 – Wilhelm Marr, niemiecki anarchista, dziennikarz (zm. 1904)
- 1822 – Rafael Berenguer y Condé, hiszpański malarz, scenograf (zm. 1890)
- 1828 – Hermann Berghaus, niemiecki kartograf (zm. 1890)
- 1830 – Barnes Compton, amerykański polityk (zm. 1898)
- 1832 – Paul Cérésole, szwajcarski polityk, prezydent Szwajcarii (zm. 1905)
- 1833 – Julian Kosiński, polski chirurg (zm. 1914)
- 1835 – Eugenio Beltrami, włoski matematyk (zm. 1900)
- 1836 – Kalākaua, król Hawajów (zm. 1891)
- 1838:
  - Abraham Szalom Frydberg, polski pisarz pochodzenia żydowskiego (zm. 1902)
  - Yikuang, chiński polityk, arystokrata mandżurski (zm. 1917)
- 1839 – Louis-Honoré Fréchette, kanadyjski poeta, prozaik, dramaturg, polityk (zm. 1908)
- 1840 – Charles Barber, amerykański grawer (zm. 1917)
- 1841 – Ferenc Kossuth, węgierski inżynier, polityk (zm. 1914)
- 1845 – Leopold Suchodolski, polski szlachcic, uczestnik powstania styczniowego, zesłaniec (zm. 1921)
- 1847 – Edmund James Flynn, kanadyjski polityk (zm. 1927)
- 1850 – Federico Errázuriz Echaurren, chilijski prawnik, polityk, prezydent Chile pochodzenia baskijskiego (zm. 1901)
- 1852:
  - Fryderyk August II, ostatni wielki książę Oldenburga (zm. 1931)
  - Maximilian von Frey, austriacko-niemiecki fizjolog, wykładowca akademicki (zm. 1932)
- 1854:
  - Paulina Hewelke, polska działaczka oświatowa pochodzenia niemieckiego (zm. 1924)
  - Ludwig Piskáček, austriacki ginekolog-położnik (zm. 1932)
  - Józef Karol Potocki, polski poeta, tłumacz, wydawca, publicysta (zm. 1898)
- 1855 – Leopold Koziebrodzki, polski dyplomata w służbie austro-węgierskiej (zm. 1839)
- 1856 – Jürgen Kröger, niemiecki architekt (zm. 1928)
- 1857:
  - Henry Potonié, niemiecki paleobotanik, wykładowca akademicki (zm. 1913)
  - Jón Sveinsson, islandzki jezuita, pisarz (zm. 1944)
- 1860 – Curt Schimmelbusch, niemiecki patolog (zm. 1895)
- 1861 – Luigi Facta, włoski dziennikarz, polityk, premier Włoch (zm. 1930)
- 1862 – Jacques Rouché, francuski producent filmowy, krytyk teatralny (zm. 1957)
- 1863 – Antonin Sertillanges, francuski filozof, dominikanin, wykładowca akademicki (zm. 1948)
- 1864:
  - Stéphane Javelle, francuski astronom (zm. 1917)
  - Petras Leonas, litewski prawnik, sędzia, adwokat, polityk (zm. 1938)
  - Gertrude Woodcock Seibert, amerykańska poetka, autorka tekstów pieśni Badaczy Pisma Świętego (zm. 1928)
- 1867 – Edmund Fornalski, polski rzeźbiarz (zm. 1908)
- 1869 – Joseph Vacher, francuski seryjny morderca (zm. 1898)
- 1870 – Jędrzej Krukierek, polski rolnik, przemysłowiec, działacz społeczny i niepodległościowy, samorządowiec, polityk, burmistrz Krosna, poseł na Sejm RP (zm. 1939)
- 1871 – Hugo Lederer, niemiecki rzeźbiarz (zm. 1940)
- 1873 – Zygmunt Szymanowski, polski podpułkownik lekarz, bakteriolog, legionista, działacz socjalistyczny, polityk, poseł do KRN i na Sejm Ustawodawczy, członek KC PZPR (zm. 1956)
- 1874 – Aleksandr Kołczak, rosyjski admirał (zm. 1920)
- 1877 – Halliwell Hobbes, brytyjski aktor (zm. 1962)
- 1878:
  - Stanisław Buchholz, polski nauczyciel (zm. 1964)
  - Alfons López López, hiszpański franciszkanin, męczennik, błogosławiony (zm. 1936)
  - Alojzy Łukawski, polski oficer, kawaler Orderu Virtuti Militari (zm. ?)
- 1881:
  - Domenico Alaleona, włoski kompozytor, organista (zm. 1928)
  - Hugo Meisl, austriacki trener piłkarski pochodzenia żydowskiego (zm. 1937)
  - Bronisława Ostrowska, polska poetka, pisarka, tłumaczka (zm. 1928)
- 1884 – Feliks Gęstwicki, polski malarz (zm. 1935)
- 1888 – Wincenty Godlewski, białoruski duchowny katolicki, wydawca, publicysta, dziennikarz, polityk narodowy, historyk Kościoła (zm. 1942)
- 1889 – Anna Kéthly, węgierska polityk (zm. 1976)
- 1890 – Elpidio Quirino, filipiński polityk, prezydent Filipin (zm. 1956)
- 1892:
  - Julian Edmund Miller, polski podpułkownik (zm. 1982)
  - Guo Moruo, chiński pisarz, poeta, dramaturg, historyk, archeolog, lekarz, tłumacz (zm. 1978)
- 1895:
  - Paul Hindemith, niemiecki kompozytor, dyrygent (zm. 1963)
  - Andrzej Kunachowicz, polski pułkownik dyplomowany kawalerii (zm. 1980)
  - Franciszek Matuszczak, polski pułkownik piechoty (zm. 1964)
- 1896:
  - Joan Lindsay, australijska pisarka (zm. 1984)
  - Oswald Mosley, brytyjski działacz faszystowski (zm. 1980)
- 1897:
  - Mieczysław Lepecki, polski major piechoty, podróżnik, pisarz (zm. 1969)
  - Stanisław Ryszard Stande, polski poeta, tłumacz, działacz komunistyczny (zm. 1937)
- 1898 – Wilhelm Scheider, polski koordynator Świadków Jehowy (zm. 1971)
- 1899 – Carlo Rosselli, włoski polityk, dziennikarz, historyk, działacz antyfaszystowski (zm. 1937)
- 1900:
  - Osip Abdułow, rosyjski aktor, reżyser (zm. 1953)
  - Eugeniusz Bosiłkow, bułgarski duchowny katolicki, biskup, męczennik, błogosławiony (zm. 1952)
  - Wacław Czerwiński, polski konstruktor lotniczy (zm. 1988)
  - Nikołaj Erdman, rosyjski dramaturg, scenarzysta filmowy (zm. 1970)
  - Emerson Norton, amerykański lekkoatleta, wieloboista (zm. 1986)
  - Nikołaj Pogodin, rosyjski dramaturg, scenarzysta filmowy (zm. 1962)
- 1901:
  - Edmund Kron, polski aktor (zm. 1976)
  - Martin Melzer, niemiecki funkcjonariusz nazistowski, zbrodniarz wojenny (zm. ?)
  - Ernest Nagel, amerykański filozof nauki pochodzenia żydowskiego (zm. 1985)
- 1902:
  - Paul Bontemps, francuski lekkoatleta, długodystansowiec (zm. 1981)
  - Aleksandra Gawrych, polska Sprawiedliwa wśród Narodów Świata (zm. 1994)
  - Stefan Grzybowski, polski prawnik (zm. 2003)
  - Wilhelm Stuckart, niemiecki polityk nazistowski, sekretarz stanu, nadburmistrz Szczecina (zm. 1953)
- 1903:
  - Väinö Liikkanen, fiński biegacz narciarski (zm. 1957)
  - Barbara McLean, amerykańska montażystka filmowa (zm. 1996)
  - Kazimierz Jerzy Oberfeld, polsko-francuski kompozytor pochodzenia żydowskiego (zm. 1945)
- 1904:
  - Nnamdi Azikiwe, nigeryjski polityk, pierwszy prezydent Nigerii (zm. 1996)
  - Renée Saint-Cyr, francuska aktorka (zm. 2004)
- 1905:
  - Ettore Cunial, włoski duchowny katolicki, arcybiskup (zm. 2005)
  - Mikko Husu, fiński biegacz narciarski (zm. 1977)
- 1906:
  - Octavio Antonio Beras Rojas, dominikański duchowny katolicki, arcybiskup Santo Domingo, kardynał (zm. 1990)
  - Henri Charrière, francuski przestępca, autor pamiętników (zm. 1973)
- 1907:
  - Aleksandra Majewska, polska pedagog społeczna (zm. 1990)
  - Burgess Meredith, amerykański aktor (zm. 1997)
- 1908:
  - Siostra Emmanuella, belgijsko-francuska zakonnica (zm. 2008)
  - Raymond Peynet, francuski grafik (zm. 1999)
- 1909:
  - Kristian Kristiansen, norweski dramaturg, prozaik (zm. 1980)
  - Michio Mado, japoński poeta (zm. 2014)
  - Mikołaj Sasinowski, polski duchowny katolicki, biskup diecezjalny łomżyński (zm. 1982)
- 1910 – Božidar Bećarević, serbski funkcjonariusz policji, kolaborant (zm. ?)
- 1911 – Edward Kofler, polsko-szwajcarski matematyk (zm. 2007)
- 1912:
  - András Csaplár, węgierski lekkoatleta, długodystansowiec (zm. 1995)
  - Anton Koolhaas, holenderski pisarz, dziennikarz, scenarzysta filmowy (zm. 1992)
- 1913:
  - Ellen Albertini Dow, amerykańska aktorka (zm. 2015)
  - Bolesław Wierzbiański, polski dziennikarz, polityk, działacz emigracyjny (zm. 2003)
- 1914 – Edward Arnold Chapman, brytyjski przestępca, agent wywiadu (zm. 1997)
- 1915 – Juan Marvezzi, argentyński piłkarz (zm. 1971)
- 1916:
  - John Forfar, brytyjski pediatra (zm. 2013)
  - Stanisław Kolasiński, polski major, cichociemny, działacz emigracyjny (zm. 1996)
- 1917:
  - Maurycy Horn, polski historyk pochodzenia żydowskiego (zm. 2000)
  - Dedë Malaj, albański duchowny katolicki, męczennik, błogosławiony (zm. 1959)
- 1918:
  - Antoni Kępiński, polski lekarz, psychiatra, naukowiec, humanista, filozof (zm. 1972)
  - Sławomir Wyszkowski, polski elektrotechnik (zm. 2011)
- 1919:
  - Anatolij Dobrynin, rosyjski dyplomata, polityk (zm. 2010)
  - Georges-Hilaire Dupont, francuski duchowny katolicki, biskup Pala w Czadzie (zm. 2020)
  - Natan Gross, polsko-izraelski reżyser, scenarzysta, producent, krytyk i historyk filmu, pisarz, tłumacz (zm. 2005)
  - Tadeusz Parpan, polski piłkarz, działacz piłkarski (zm. 1990)
- 1920:
  - Eric Hamp, amerykański lingwista, etymolog, indoeuropeista (zm. 2019)
  - Robert Peliza, gibraltarski polityk, szef ministrów, spiker parlamentu (zm. 2011)
- 1921:
  - Michaił Baranow, radziecki major pilot, as myśliwski (zm. 1993)
  - Edmondo Fabbri, włoski piłkarz, trener (zm. 1995)
  - Kławdija Toczonowa, rosyjska lekkoatletka, kulomiotka (zm. 2004)
  - Ben Weisman, amerykański kompozytor (zm. 2007)
- 1922:
  - Patricia Barry, amerykańska aktorka (zm. 2016)
  - Hoàng Minh Chính, wietnamski działacz komunistyczny (zm. 2008)
  - Henryk Markiewicz, polski historyk i teoretyk literatury (zm. 2013)
  - Janusz Morgenstern, polski reżyser filmowy (zm. 2011)
  - José Saramago, portugalski pisarz, laureat Nagrody Nobla (zm. 2010)
- 1923:
  - Marc Camoletti, francuski dramaturg pochodzenia włoskiego (zm. 2003)
  - Ján Hirka, słowacki duchowny katolicki, biskup ordynariusz preszowskiej eparchii greckokatolickiej (zm. 2014)
  - Władimir Makarow, radziecki polityk (zm. 1979)
- 1924:
  - Chajjim Bar-Lew, izraelski generał porucznik, polityk (zm. 1994)
  - Erika Mahringer, austriacka narciarka alpejska (zm. 2018)
  - Mel Patton, amerykański lekkoatleta, sprinter (zm. 2014)
- 1926:
  - Alfons Flinik, polski hokeista na trawie (zm. 2003)
  - Aleksiej Suetin, rosyjski szachista, teoretyk szachowy (zm. 2001)
  - Roman Zimand, polski krytyk i historyk literatury, publicysta (zm. 1992)
- 1927:
  - Robert Butler, amerykański reżyser filmowy i telewizyjny (zm. 2023)
  - Franz Jalics, węgierski duchowny katolicki, jezuita, autor literatury katolickiej (zm. 2021)
  - Lidia Kosk, polska poetka, działaczka literacka, pedagog
  - Edmund Trempała, polski humanista, pedagog (zm. 2011)
- 1928:
  - Vladimír Boublík, czeski duchowny i teolog katolicki, wykładowca akademicki  (zm. 1974)
  - Clu Gulager, amerykański aktor (zm. 2022)
  - Peter Higgins, brytyjski lekkoatleta, sprinter (zm. 1993)
  - Jolanta Kolczyńska, polska działaczka kombatancka, żołnierz AK, uczestniczka powstania warszawskiego (zm. 2022)
  - Maria Trzeciakowska, polska historyk (zm. 1989)
- 1930:
  - Chinua Achebe, nigeryjski prozaik, poeta (zm. 2013)
  - Prawitz Öberg, szwedzki piłkarz (zm. 1995)
  - Salvatore Riina, włoski mafioso, szef Cosa Nostry (zm. 2017)
  - Bogdan Wojdowski, polski pisarz, krytyk literacki i teatralny, publicysta (zm. 1994)
- 1931:
  - Frieda Dänzer, szwajcarska narciarka alpejska (zm. 2015)
  - Maria Roman Nowak, polski duchowny mariawicki, ordynariusz diecezji lubelsko-podlaskiej (zm. 2013)
  - Egon Piechaczek, polski piłkarz, trener (zm. 2006)
  - Hubert Sumlin, amerykański wokalista i gitarzysta bluesowy (zm. 2011)
  - Barbara Żak-Ogaza, polska biolog-entomolog (zm. 2019)
- 1932:
  - Jiří Havlis, czeski wioślarz (zm. 2010)
  - Fernando Sáenz Lacalle, hiszpański duchowny katolicki, arcybiskup San Salvador (zm. 2022)
  - József Torgyán, węgierski prawnik, polityk, wicepremier, minister rolnictwa (zm. 2017)
- 1933:
  - Guy Stockwell, amerykański aktor (zm. 2002)
  - Zygmunt Żymełka, polski inżynier, samorządowiec, polityk, prezydent Rudy Śląskiej, poseł na Sejm RP (zm. 2016)
- 1934:
  - Jan Czapiewski, polski polityk, poseł na Sejm PRL
  - Janusz Gazda, polski krytyk filmowy
  - Felton Jarvis, amerykański producent muzyczny (zm. 1981)
  - Mieczysław Mąkosza, polski chemik
  - Peter Sinclair, australijski kontradmirał, polityk, gubernator Nowej Południowej Walii
  - Warren Zimmermann, amerykański dyplomata (zm. 2004)
- 1935:
  - Ryszard Engelking, polski matematyk, tłumacz (zm. 2023)
  - Mohammed Hussein Fadlallah, libański teolog muzułmański, wielki ajatollah Libanu (zm. 2010)
  - France-Albert René, seszelski polityk, premier i prezydent Seszeli (zm. 2019)
- 1936:
  - Skip Barber, amerykański kierowca wyścigowy
  - Isaac Berger, amerykański sztangista pochodzenia żydowskiego (zm. 2022)
  - Adrian Doyle, australijski duchowny katolicki, arcybiskup Hobart
  - John Mahler, amerykański kierowca wyścigowy (zm. 2024)
  - Joaquín Navarro-Valls, hiszpański dziennikarz, lekarz, dyrektor biura prasowego Stolicy Apostolskiej (zm. 2017)
- 1937:
  - Maria Diți-Diaconescu, rumuńska lekkoatletka, oszczepniczka
  - Eduard Matusiewicz, białoruski łyżwiarz szybki
  - Sergio Pintor, włoski duchowny katolicki, biskup Ozieri (zm. 2020)
  - Lothar Späth, niemiecki menedżer, polityk (zm. 2016)
  - Krystyna Starczewska, polska polonistka, filozof, etyk, pedagog
  - Kazimierz Wenta, polski profesor nauk humanistycznych, pedagog (zm. 2017)
- 1938:
  - Edmund Bołociuch, polski generał broni
  - Stanisław Krawczyk, polski poeta, prozaik, publicysta (zm. 2015)
  - Robert Nozick, amerykański filozof pochodzenia żydowskiego (zm. 2002)
- 1939 – Wojciech Staręga, polski arachnolog, wykładowca akademicki (zm. 2015)
- 1940:
  - Henk Cornelisse, holenderski kolarz szosowy i torowy
  - Józef Zagor, polski jeździec sportowy, trener
  - Witold Ziaja, polski hokeista na trawie
- 1941:
  - Andrzej Gościniak, polski samorządowiec, przewodniczący Sejmiku Województwa Śląskiego
  - Sebastian Koszut, polski duchowny katolicki, działacz opozycji antykomunistycznej pochodzenia słowackiego
- 1942:
  - Czesław Kwieciński, polski zapaśnik
  - Vincenzo Manzella, włoski duchowny katolicki, biskup Cefalù
  - Joanna Pettet, brytyjska aktorka
- 1943:
  - Juan Giménez, argentyński autor komiksów (zm. 2020)
  - Basílio Horta, portugalski prawnik, samorządowiec, polityk
  - Ilana Kohen, izraelska polityk
- 1944:
  - Wendy Allen, amerykańska narciarka alpejska
  - Radu Nunweiller, rumuński piłkarz, trener
- 1945 – Władysław Łach, polski piłkarz, trener
- 1946:
  - Zenon Kasztelan, polski piłkarz
  - Wolfgang Kleff, niemiecki piłkarz, bramkarz
  - Lula, brazylijski piłkarz (zm. 2022)
  - Mahasti, irańska piosenkarka (zm. 2007)
  - Terence McKenna, amerykański pisarz, filozof, etnobotanik (zm. 2000)
  - Ole Olsen, duński żużlowiec
  - Edmund Pietrzak, polski finansista, dziennikarz (zm. 2007)
  - Luís Ribeiro Pinto Neto, brazylijski piłkarz (zm. 2022)
  - Kazimierz Szczygielski, polski geograf, polityk, poseł na Sejm RP (zm. 2019)
  - Jo Jo White, amerykański koszykarz (zm. 2018)
- 1947:
  - Wiktor Asmajew, rosyjski jeździec sportowy (zm. 2002)
  - Władimir Iljin, rosyjski aktor
  - Mieczysław Janowski, polski samorządowiec, polityk, prezydent Rzeszowa, senator RP, eurodeputowany
  - Siegmar Wätzlich, niemiecki piłkarz (zm. 2019)
  - Edmund Wittbrodt, polski inżynier, wykładowca akademicki, polityk, minister edukacji narodowej, senator RP, esperantysta
- 1948:
  - Arie Haan, holenderski piłkarz, trener
  - Norbert Lammert, niemiecki polityk
  - Mate Parlov, chorwacki bokser (zm. 2008)
  - Oliver Shanti, niemiecki muzyk, kompozytor, producent muzyczny
- 1949:
  - Michel Daerden, belgijski i waloński samorządowiec, polityk (zm. 2012)
  - Wołodymyr Demiszkan, ukraiński polityk
  - Leszek Dumnicki, polski komornik sądowy, taternik, alpinista, grotołaz (zm. 2019)
  - Vantuir Galdino Gomes, brazylijski piłkarz
- 1950:
  - Héctor Baley, argentyński piłkarz, bramkarz
  - Władimir Kondra, rosyjski siatkarz
  - Maciej Lis, polski prawnik, działacz społeczny i luterański (zm. 2015)
  - Marzena Trybała, polska aktorka
- 1951:
  - Andrzej Pfitzner, polski elektronik
  - Paula Vogel, amerykańska dramatopisarka
  - Herb Washington, amerykański lekkoatleta, sprinter, baseballista
- 1952:
  - Candas Jane Dorsey, kanadyjska pisarka science fiction
  - Shigeru Miyamoto, japoński projektant gier komputerowych
  - David B. Weishampel, amerykański paleontolog
- 1953:
  - Zigmantas Balčytis, litewski ekonomista, polityk
  - Guillermo Teodoro Elías Millares, peruwiański duchowny katolicki, biskup pomocniczy Limy
  - Alaksandr Prakapienka, białoruski piłkarz (zm. 1989)
  - Andrzej Skowroński, polski wioślarz (zm. 2020)
  - Brigitte Zypries, niemiecka polityk
- 1954:
  - Andrea Barrett, amerykańska pisarka
  - Bernd Hahn, niemiecki saneczkarz
  - Ramón Luis Valcárcel, hiszpański wykładowca akademicki, polityk
- 1955:
  - Andrzej Biegun, polski śpiewak operowy (baryton)
  - Héctor Cúper, argentyński piłkarz, trener
  - Guillermo Lasso, ekwadorski polityk, prezydent Ekwadoru
  - Sergio Melillo, włoski duchowny katolicki, biskup Ariano Irpino-Lacedonii
  - Emanuel Raasch, niemiecki kolarz torowy
  - Anna Szuster-Kowalewicz, polska psycholog, pracownik naukowy
- 1956:
  - Zdzisław Fadrowski, polski nauczyciel, samorządowiec, prezydent Ełku
  - Max Hagmayr, austriacki piłkarz, trener
  - Włodzimierz Tomaszewski, polski polityk i samorządowiec, poseł na Sejm RP
- 1957:
  - Ingemar Erlandsson, szwedzki piłkarz (zm. 2022)
  - Jacques Gamblin, francuski aktor
  - Stefan Moszoro-Dąbrowski, polski duchowny katolicki
  - Katarzyna Otmianowska-Mazur, polska astronom (zm. 2020)
  - Hideaki Tomiyama, japoński zapaśnik
  - Tomasz Wełnicki, polski dziennikarz, polityk, poseł na Sejm RP (zm. 2011)
- 1958:
  - Sooronbaj Dżeenbekow, kirgiski polityk, premier i prezydent Kirgistanu
  - Marg Helgenberger, amerykańska aktorka
  - Anne Holt, norweska prawniczka, pisarka
  - Edward Sarul, polski lekkoatleta, kulomiot
  - Anna Trzecińska, polska ekonomistka, wiceprezes NBP
- 1959:
  - Bert Cameron, jamajski lekkoatleta, sprinter
  - Bruno Feillet, francuski duchowny katolicki, biskup pomocniczy Reims
  - Julia Przyłębska, polska prawnik, sędzia, prezes TK
- 1960:
  - Damien Carême, francuski samorządowiec, polityk
  - Martina Schröter, niemiecka wioślarka
  - Leszek Wronka, czesko-polski producent muzyczny, kompozytor, autor tekstów
  - Elina Zwierawa, białoruska lekkoatletka, dyskobolka
- 1961:
  - Frank Bruno, brytyjski bokser
  - Corinne Hermès, francuska piosenkarka
  - Włodzimierz Karpiński, polski chemik, polityk, samorządowiec, minister skarbu państwa, poseł na Sejm RP
  - Henryk Kusza, polski judoka, trener, działacz sportowy
  - Arie Slob, holenderski polityk
  - Gina Torrealva, peruwiańska siatkarka
- 1962:
  - Steve Bould, angielski piłkarz, trener
  - Giovanni Cervone, włoski piłkarz, bramkarz
  - Martial Gayant, francuski kolarz szosowy i przełajowy
  - Adriana Krúpová, słowacka aktorka
  - Stewica Kuzmanowski, macedoński piłkarz, trener
- 1963:
  - Marcin Baran, polski poeta, eseista, dziennikarz
  - Dietmar Beiersdorfer, niemiecki piłkarz
  - Zina Garrison, amerykańska tenisistka
  - Antoine Kombouaré, francuski piłkarz, trener pochodzenia nowokaledońskiego
  - René Steinke, niemiecki aktor
  - Piotr Walkowski, polski rolnik, samorządowiec, polityk, poseł na Sejm RP
- 1964:
  - Monica Bandini, włoska kolarka szosowa (zm. 2021)
  - Valeria Bruni Tedeschi, włoska aktorka
  - Diana Krall, kanadyjska wokalistka i pianistka jazzowa
  - Harry Lennix, amerykański aktor
  - Dorota Liliental, polska aktorka
  - Janusz Ostrowski, polski duchowny katolicki, biskup pomocniczy warmiński
  - Maeve Quinlan, amerykańska aktorka
  - Josip Weber, chorwacki i belgijski piłkarz (zm. 2017)
- 1965:
  - Mika Aaltonen, fiński piłkarz
  - Dave Kushner, amerykański gitarzysta, członek zespołu Velvet Revolver
  - Isaac Zida, burkiński podpułkownik, polityk, premier i p.o. prezydenta Burkiny Faso
- 1966:
  - Tricia Cast, amerykańska aktorka
  - Edmond Haxhinasto, albański polityk
  - Christian Lorenz, niemiecki klawiszowiec, członek zespołu Rammstein
  - Dean McDermott, kanadyjski aktor
  - Jimmy Nilsen, szwedzki żużlowiec
  - Ireneusz Pacula, polski hokeista, trener
- 1967:
  - Lisa Bonet, amerykańska aktorka, reżyserka filmowa i telewizyjna
  - Nicolae Ghiță, rumuński zapaśnik
  - Janusz Gołąb, polski wspinacz
  - Mike Okoth Origi, kenijski piłkarz
- 1968:
  - David Casa, maltański polityk
  - Byun Jung-il, południowokoreański bokser
  - Grzegorz Łomnicki, polski perkusista, członek zespołu Fort BS (zm. 2024)
  - Vlaho Orepić, chorwacki wojskowy, polityk
  - James Parks, amerykański aktor
  - Vlado Šola, chorwacki piłkarz ręczny, bramkarz
  - László Sólymos, słowacki polityk pochodzenia węgierskiego
  - Melvin Stewart, amerykański pływak
  - Janusz Szrom, polski wokalista jazzowy
- 1969:
  - Mohamed Bradja, algierski piłkarz
  - Andrej Husau, białoruski hokeista, trener
  - Sylwia Pociecha, polska piłkarka ręczna
  - Janne Virtanen, fiński zapaśnik, strongman
- 1970:
  - José Ramón Bauzà, hiszpański farmaceuta, samorządowiec, polityk
  - Logan Mader, kanadyjski muzyk, kompozytor, wokalista, inżynier dźwięku, producent muzyczny, członek zespołów: Machine Head, Soulfly, Pale Demons, Medication i Once Human
  - Luigi Morleo, włoski perkusista, kompozytor
  - Martha Plimpton, amerykańska aktorka
- 1971:
  - Andrea Nagy, węgierska koszykarka
  - Tanja Damaske, niemiecka lekkoatletka, oszczepniczka
  - Mustapha Hadji, marokański piłkarz
  - Aftandil Ksantopulos, grecki zapaśnik
  - Aleksandr Popow, rosyjski pływak
  - Takahiro Wada, japoński zapaśnik
- 1972:
  - Melissa Mueller, amerykańska lekkoatletka, tyczkarka
  - Francis Onyiso Okoth, kenijski piłkarz, bramkarz
  - Missi Pyle, amerykańska aktorka i piosenkarka
  - Adel Sellimi, tunezyjski piłkarz
  - Igor Szulepow, rosyjski siatkarz
  - Bogdan Zając, polski piłkarz, trener
- 1973:
  - Mathieu Bozzetto, francuski snowboardzista
  - Christian Horner, brytyjski kierowca wyścigowy, dyrektor zespołu Formuły 1 Red Bull Racing
  - Joseph Hudepohl, amerykański pływak
  - Luis Enrique Méndez, kubański zapaśnik
- 1974:
  - Abiodun Baruwa, nigeryjski piłkarz, bramkarz
  - Michelle Roark, amerykańska narciarka dowolna
  - Paul Scholes, angielski piłkarz
  - Agnieszka Wilczyńska, polska wokalistka jazzowa
- 1975:
  - César Belli, brazylijski piłkarz
  - Katia Benth, francuska lekkoatletka, sprinterka
  - Piggy D., amerykański gitarzysta, basista, członek zespołów Wednesday 13 i Rob Zombie
  - Dariusz Solnica, polski piłkarz
- 1976:
  - Michał Hlebowicki, polski koszykarz
  - Juha Pasoja, fiński piłkarz
  - Martijn Zuijdweg, holenderski pływak
- 1977:
  - Oksana Bajuł, ukraińska łyżwiarka figurowa pochodzenia rumuńskiego
  - Robin Bell, australijski kajakarz górski
  - Maggie Gyllenhaal, amerykańska aktorka
  - Mauricio Ochmann, meksykański aktor
- 1978:
  - Ali Aszkani, irański zapaśnik
  - Tomasz Jarzębowski, polski piłkarz
  - Gary Naysmith, szkocki piłkarz
  - Steve Omischl, kanadyjski narciarz dowolny
  - Santiago Peña, paragwajski polityk, prezydent Paragwaju
  - Hideto Tanihara, japoński golfista
  - Xu Nannan, chińska narciarka dowolna
- 1979:
  - Milada Bergrová, czeska siatkarka
  - István Németh, węgierski koszykarz
  - Dagoberto Portillo, salwadorski piłkarz, bramkarz
- 1980:
  - Moris Carrozzieri, włoski piłkarz
  - Germán Gabriel, hiszpański koszykarz, trener
  - Carol Huynh, kanadyjska zapaśniczka
  - Sebastian Kulczyk, polski przedsiębiorca
  - Orlando Salido, meksykański bokser
  - Eric Swalwell, amerykański polityk, kongresman
- 1981:
  - Gregoor van Dijk, holenderski piłkarz
  - Alexandra Grauvogl, niemiecka narciarka alpejska
  - Marcel Heinig, niemiecki sportowiec ekstremalny
  - Kate Miller-Heidke, australijska piosenkarka, autorka tekstów, aktorka
  - Nastassia Nowikawa, białoruska sztangistka
  - Honza Zamojski, polski artysta współczesny
- 1982:
  - Nonito Donaire, filipiński bokser
  - Ronald Pognon, francuski lekkoatleta, sprinter
  - Patricia Sarrapio, hiszpańska lekkoatletka, trójskoczkni
  - Amar’e Stoudemire, amerykańsko-izraelski koszykarz
- 1983:
  - Anna Chałupa, polska ekonomistka, urzędniczka państwowa
  - Adam Enright, kanadyjski curler
  - Kari Lehtonen, fiński hokeista
  - Seryk Säpijew, kazachski bokser
  - Britta Steffen, niemiecka pływaczka
- 1984:
  - Mark Bunn, angielski piłkarz, bramkarz
  - Nicolas Dalby, duński zawodnik MMA
  - Manuel Frick, liechtensteiński bankowiec, polityk, minister spraw społecznych i kultury
  - Karol Pilecki, polski prawnik, samorządowiec, członek zarządu województwa podlaskiego
- 1985:
  - Riley Dolezal, amerykański lekkoatleta, oszczepnik
  - Kristina Kuusk, estońska szpadzistka
  - Sanna Marin, fińska polityk, premier Finlandii
  - Andrzej Skórski, polski siatkarz
  - Ronald Valverde, peruwiański zapaśnik
- 1986:
  - Darja Bielakina, rosyjska pływaczka
  - Mikałaj Czarniak, białoruski sztangista
  - Omar Mateen, amerykański masowy morderca pochodzenia afgańskiego (zm. 2016)
  - Aleksiej Murygin, rosyjski hokeista, bramkarz
- 1987:
  - Amelie Kober, niemiecka snowboardzistka
  - Magdalena Łaska, polska aktorka
  - Carlos Oquendo, meksykański kolarz BMX
  - Javier Orozco, meksykański piłkarz
  - Etan Tibi, izraelski piłkarz
- 1989:
  - Vicki Adams, szkocka curlerka
  - Roman Jebavý, czeski tenisista
  - Javier Ernesto Jiménez, kubański siatkarz
  - Abigail Johnston, amerykańska skoczkini do wody
  - Norbert Kaczmarczyk, polski rolnik, dziennikarz, samorządowiec, polityk, poseł na Sejm RP
  - Szymon Kiełbasa, polski żużlowiec
  - Akeem Latifu, nigeryjski piłkarz
  - Milan Mačvan, serbski koszykarz
- 1990:
  - Adrian Cieślewicz, polski piłkarz
  - Dénes Dibusz, węgierski piłkarz, bramkarz
  - Brittney Lee Harvey, amerykańska aktorka
  - Emma Ishta, australijska aktorka, modelka
  - Karlīne Nīmane, łotewska koszykarka
- 1991:
  - Malwina Buss, polska aktorka
  - Nemanja Gudelj, serbski piłkarz
  - Park Hyung-sik, południowokoreański piosenkarz, aktor
  - Matteo Rivolta, włoski pływak
  - Samuel Štefánik, słowacki piłkarz
- 1992:
  - Marcelo Brozović, chorwacki piłkarz
  - Johanna Ernst, austriacka wspinaczka sportowa
  - Dorota Mistygacz, polska koszykarka
- 1993:
  - Joshua Adams, amerykański koszykarz
  - Haris Duljević, bośniacki piłkarz
  - Stefan Küng, szwajcarski kolarz szosowy i torowy
  - Andrija Pavlović, serbski piłkarz
  - Nélson Semedo, portugalski piłkarz
  - Denzel Valentine, amerykański koszykarz
- 1994:
  - Gary Clark, amerykański koszykarz
  - Malwina Kopron, polska lekkoatletka, młociarka
  - Pavol Šafranko, słowacki piłkarz
  - Joel Valencia, ekwadorski piłkarz
- 1995:
  - Cliff Alexander, amerykański koszykarz
  - André Anguissa, kameruński piłkarz
  - Wojciech Czerlonko, polski koszykarz
  - Noah Gray-Cabey, amerykański aktor
- 1996:
  - Bartłomiej Lipiński, polski siatkarz
  - Brendan Murray, irlandzki piosenkarz
  - Lukas Nilsson, szwedzki piłkarz ręczny
  - Jan Zieliński, polski tenisista
- 1998:
  - Vladimir Loroña, meksykański piłkarz
  - Anthony Ralston, szkocki piłkarz
  - Igor Son, kazachski sztangista
  - Sofja Tichonowa, rosyjska skoczkini narciarska
- 1999:
  - Bol Bol, amerykański koszykarz pochodzenia sudańskiego
  - Radosław Majecki, polski piłkarz, bramkarz
- 2000 – Josh Green, australijski koszykarz
- 2001:
  - Mialitiana Clerc, madagaskarska narciarka alpejska
  - Aidan Morris, amerykański piłkarz pochodzenia kanadyjsko-włoskiego
  - Mario Vušković, chorwacki piłkarz
- 2002 – Bai Zhuoxuan, chińska tenisistka
- 2003 – Adela Piskorska, polska pływaczka
- 2005 – Mariam Mamadaszwili, gruzińska piosenkarka
- 2012 – Choi Go, południowokoreański aktor

## Zmarli
- 1093 – Małgorzata, królowa Szkocji, święta (ur. ok. 1045)
- 1200 – Hugo z Lincoln, francuski duchowny katolicki, kartuz, biskup Lincoln, święty (ur. 1140)
- 1240 – Edmund Rich, angielski duchowny katolicki, arcybiskup Canterbury, święty (ur. 1175)
- 1253 – Agnieszka z Asyżu, włoska klaryska, święta (ur. 1197)
- 1272 – Henryk III Plantagenet, król Anglii (ur. 1207)
- 1277 – Engelbert I, hrabia Mark (ur. ok. 1225)
- 1323 – Fryderyk I Dzielny, landgraf Turyngii, margrabia Miśni, palatyn saski (ur. 1257)
- 1328 – Hisaaki, japoński siogun (ur. 1276)
- 1364 – Mikołaj Aleksander, hospodar Wołoszczyzny (ur. ?)
- 1388 – Pierre du Cros, francuski duchowny katolicki, biskup Saint-Papoul, arcybiskup Bourges i Arles, kardynał (ur. ?)
- 1464 – Jan Alchemik, regent Marchii Brandenburskiej, margrabia Kulmbach (ur. 1406)
- 1548 – Kaspar Cruciger Starszy, niemiecki duchowny i teolog luterański (ur. 1504)
- 1580 – Maria Jakobina, księżniczka badeńska, księżna bawarska (ur. 1507)
- 1611 – Iwan Tyszkiewicz, członek wspólnoty braci polskich, męczennik (ur. ?)
- 1615 – Franz Ursinus, niemiecki duchowny katolicki, biskup pomocniczy wrocławski (ur. 1568)
- 1628 – Paolo Quagliati, włoski kompozytor (ur. 1555)
- 1632 – Gustaw II Adolf, król Szwecji (ur. 1594)
- 1635 – Pieter Scholier, niderlandzki humanista (ur. 1582)
- 1672 – Esaias Boursse, holenderski malarz, marynarz (ur. 1631)
- 1689 – Cornelis Mahu, flamandzki malarz (ur. 1613)
- 1695 – Pierre Nicole, francuski filozof (ur. 1625)
- 1706:
  - Cornelis Evertsen młodszy, holenderski admirał (ur. 1642)
  - Godfried Schalcken, holenderski malarz (ur. 1643)
- 1717 – Manuel Arias y Porres, hiszpański duchowny katolicki, arcybiskup Sewilli, kardynał (ur. 1638)
- 1723 – David Ancillon, pruski duchowny protestancki, dyplomata pochodzenia francuskiego (ur. 1670)
- 1745:
  - James Butler, brytyjski arystokrata, polityk, wojskowy pochodzenia irlandzkiego (ur. 1665)
  - Johann Lucas von Hildebrandt, austriacki architekt, inżynier wojskowy (ur. 1668)
- 1757 – Giovanni Giacomo Millo, włoski kardynał (ur. 1695)
- 1766 – Dominikus Zimmermann, bawarski architekt, sztukator (ur. 1685)
- 1772 – Aleksander Jakub Lubomirski, polski generał, polityk (ur. 1695)
- 1773 – Daniel de Superville, niderlandzki lekarz (ur. 1696)
- 1779 – Pehr Kalm, fiński botanik, podróżnik (ur. 1716)
- 1786 – István Hatvani, węgierski matematyk, lekarz, astronom, fizyk, chemik, teolog, wykładowca akademicki (ur. 1718)
- 1790:
  - Daniel of St. Thomas Jenifer, amerykański polityk (ur. 1723)
  - Felicjan Wierzchlejski, polski szlachcic, polityk (ur. ?)
- 1794 – Saul Berlin, niemiecki rabin (ur. 1740)
- 1797 – Fryderyk Wilhelm II, król Prus (ur. 1744)
- 1804 – Józef Miaskowski, polski duchowny katolicki, biskup warszawski (ur. 1744)
- 1820 – Jean-Lambert Tallien, francuski polityk, rewolucjonista (ur. 1767)
- 1831:
  - Carl von Clausewitz, niemiecki generał, teoretyk wojskowości (ur. 1780)
  - Augusta Reuss-Ebersdorf, księżna Saksonii-Coburg-Saalfeld (ur. 1757)
- 1836 – Christiaan Hendrik Persoon, południowoafrykański mykolog (ur. 1761)
- 1837:
  - Adam Kasper Mierosławski, polski szlachcic, pułkownik (ur. 1785)
  - Giorgio Doria Pamphili, włoski kardynał (ur. 1772)
- 1841 – Kajetan Onufry Sierakowski, polski szlachcic, polityk (ur. 1753)
- 1843 – Jeanne-Émilie Leverd, francuska aktorka (ur. 1788)
- 1848:
  - Wenzel Messenhauser, austriacki wojskowy, pisarz (ur. 1813)
  - Antoni (Rafalski), rosyjski duchowny prawosławny, metropolita nowogrodzki, petersburski, estoński i fiński (ur. 1789)
- 1860:
  - Teofil Lesiński, polski chemik, farmaceuta (ur. 1821)
  - Eustachy Kajetan Sapieha, polski książę, uczestnik powstania listopadowego, emigrant (ur. 1797)
- 1869 – Ignacy Pietraszewski, polski orientalista, wykładowca języków wschodnich, tłumacz, podróżnik, odkrywca (ur. 1796)
- 1878 – Maria von Hessen, księżniczka Hesji i Nadrenii (ur. 1874)
- 1880 – Stanisław Dobrzański, polski komediopisarz, aktor, reżyser, dyrektor teatrów (ur. 1847)
- 1885 – Louis Riel, kanadyjski przywódca Metysów (ur. 1844)
- 1887 – Fran Levstik, słoweński prozaik, dramaturg, krytyk literacki, językoznawca (ur. 1831)
- 1899 – Vincas Kudirka, litewski poeta, kompozytor, działacz narodowy (ur. 1858)
- 1903 – Camillo Sitte, austriacki urbanista, architekt, malarz (ur. 1843)
- 1907:
  - Robert I, ostatni książę Parmy (ur. 1848)
  - Lucien Marcus Underwood, amerykański botanik, mykolog, wykładowca akademicki (ur. 1853)
- 1908 – Henri-Gustave Joly de Lotbinière, kanadyjski polityk, premier Quebecu (ur. 1829)
- 1911:
  - Lawrence Feuerbach, amerykański lekkoatleta, kulomiot (ur. 1879)
  - Edgar W. Mix, amerykański inżynier elektryk, baloniarz (ur. 1866)
- 1912:
  - Izydor Birnbaum, polski kupiec, fabrykant pochodzenia żydowskiego (ur. 1836)
  - Józef Piątek, polski działacz anarchistyczny i socjalistyczny (ur. 1889)
- 1914:
  - Stanisław Bodnicki, polski kamieniarz (ur. 1866)
  - Modest Maryański, polski inżynier górnik, podróżnik, poszukiwacz metali szlachetnych, właściciel kopalń, publicysta, działacz polonijny (ur. 1854)
- 1916 – John Joseph Enneking, amerykański malarz pochodzenia niemieckiego (ur. 1841)
- 1917:
  - Jan Batke, polski duchowny katolicki, działacz społeczny i narodowy (ur. 1842)
  - Leopold Horowitz, węgierski malarz portrecista (ur. 1837)
  - Adolf Reinach, niemiecki filozof, fenomenolog, teoretyk prawa (ur. 1883)
- 1918:
  - Wincenty Kosiakiewicz, polski pisarz, dziennikarz (ur. 1863)
  - Izabella Krystall, polska skrzypaczka pochodzenia żydowskiego (ur. 1893)
  - Albijn Van den Abeele, belgijski malarz naiwny (ur. 1835)
- 1919:
  - Maria Cuțarida-Crătunescu, rumuńska lekarka (ur. 1857)
  - Emil Wedel, polski przemysłowiec pochodzenia niemieckiego (ur. 1841)
- 1920:
  - Felix Boehmer, niemiecki prawnik, polityk, historiograf (ur. 1851)
  - Józef Wincenty Kruszewski, polski malarz, ilustrator, karykaturzysta (ur. 1853)
- 1922 – Max Abraham, niemiecki fizyk, wykładowca akademicki pochodzenia żydowskiego (ur. 1875)
- 1923:
  - Christen Christensen, norweski przemysłowiec (ur. 1845)
  - Helene von Forster, niemiecka poetka, działaczka na rzecz praw kobiet (ur. 1859)
- 1924 – Aleksandr Archangielski, rosyjski kompozytor, dyrygent (ur. 1846)
- 1925:
  - Juliusz Ellert, polski duchowny katolicki (ur. 1866)
  - Gerhard Hessenberg, niemiecki matematyk, wykładowca akademicki (ur. 1874)
  - Rudolf Schlechter, niemiecki botanik, taksonom, podróżnik (ur. 1872)
- 1927:
  - Tiger Flowers, amerykański bokser (ur. 1895)
  - Adolf Joffe, radziecki polityk, dyplomata pochodzenia żydowskiego (ur. 1883)
  - Austin Palmer, amerykański pedagog (ur. 1860)
- 1928 – Juliusz Kałużniacki, polski prawnik karnista, sędzia (ur. 1869)
- 1930 – Kenjirō Den, japoński polityk, gubernator generalny Tajwanu (ur. 1855)
- 1931 – Jean Ogé, francuski duchowny katolicki, misjonarz, prefekt apostolski Liberii, dyplomata papieski (ur. 1868)
- 1932 – Carry van Bruggen, holenderska pisarka pochodzenia żydowskiego (ur. 1881)
- 1933 – Władysław Wejtko, polski generał dywizji (ur. 1859)
- 1934:
  - Carl von Linde, niemiecki inżynier, wynalazca (ur. 1842)
  - Paul Ernst Emil Sokolowski, niemiecko-rosyjski prawnik, historyk prawa, wykładowca akademicki (ur. 1860)
  - Georgi Todorow, bułgarski generał piechoty (ur. 1858)
- 1936 – Louis-Joseph Maurin, francuski duchowny katolicki, arcybiskup Lyonu, kardynał (ur. 1859)
- 1937:
  - Leon Buszkowski, polski inżynier, wykładowca akademicki (ur. 1877)
  - Marian Gaweł, polski major pilot, kierowca rajdowy (ur. 1889)
  - Cecylia Glücksburg, grecka księżniczka (ur. 1911)
  - Aleksander Zwieriew, rosyjski duchowny prawosławny, święty nowomęczennik (ur. 1881)
- 1939:
  - Bronisław Kentzer, polski przedsiębiorca, działacz gospodarczy, powstaniec wielkopolski (ur. 1880)
  - Henryk I Parmeński, tytularny książę Parmy i Piacenzy (ur. 1873)
- 1940 – Władimir Grendal, radziecki generał pułkownik (ur. 1884)
- 1941:
  - Miina Härma, estońska kompozytorka, organistka, pedagog (ur. 1864)
  - Wasilij Kłoczkow, radziecki politruk (ur. 1911)
  - Adolf Truskier, polski działacz społeczny i gospodarczy pochodzenia żydowskiego (ur. 1871)
  - Wacław Zaykowski, polski ogrodnik-planista (ur. 1875)
- 1942:
  - Helena d’Abancourt de Franqueville, polska bibliotekarka, historyk sztuki (ur. 1874)
  - Józef Nieborowski, polski duchowny rzymskokatolicki, misjonarz (ur. 1866)[7]
  - Joseph Schmidt, niemiecki śpiewak operowy (tenor), kantor pochodzenia żydowskiego (ur. 1904)
- 1943:
  - Teodor Kułakow, radziecki pułkownik (ur. 1900)
  - Ján Nálepka, słowacki oficer, partyzant radziecki (ur. 1912)
- 1944:
  - Stanisław Bronny, polski żołnierz AL (ur. 1916)
  - Charles Marion, francuski jeździec sportowy (ur. 1887)
- 1945:
  - Stefan Dąbrowski, polski ziemianin, działacz społeczny, polityk, poseł na Sejm RP (ur. 1882)
  - Gawriił Miasnikow, rosyjski rewolucjonista, funkcjonariusz Czeki (ur. 1889)
  - Kaarlo Sarkia, fiński poeta (ur. 1902)
- 1946 – Josef Marxen, niemiecki duchowny katolicki, błogosławiony (ur. 1906)
- 1947:
  - Patrick Read, irlandzki żołnierz, działacz anarchistyczny (ur. 1899)
  - Giuseppe Volpi, włoski przedsiębiorca, polityk faszystowski (ur. 1877)
- 1948:
  - Frederick Gardner Cottrell, amerykański chemik fizyczny, wynalazca (ur. 1877)
  - Florence Prag Kahn, amerykańska polityk pochodzenia żydowskiego (ur. 1866)
- 1949 – Franciszek Szwoch, polski malarz (ur. 1883)
- 1950 – Robert Holbrook Smith, amerykański chirurg (ur. 1879)
- 1951 – Bolesław Szyszkowski, polski działacz robotniczy (ur. 1891)
- 1952:
  - Georges Berger, francuski gimnastyk (ur. 1897)
  - Sołomija Kruszelnyćka, ukraińska śpiewaczka operowa (sopran) (ur. 1872)
  - Charles Maurras, francuski myśliciel polityczny, filozof, monarchista, klerykał (ur. 1868)
- 1953 – Michaił Guriewicz, rosyjski psychiatra (ur. 1878)
- 1954 – Roman Leitgeber, polski dziennikarz, wydawca, działacz społeczno-polityczny (ur. 1881)
- 1955 – Marinus van Rekum, holenderski przeciągacz liny (ur. 1884)
- 1958 – Zofia Moraczewska, polska działaczka społeczna, polityk, poseł na Sejm RP (ur. 1873)
- 1960 – Clark Gable, amerykański aktor (ur. 1901)
- 1963:
  - Carlo Buti, włoski piosenkarz (ur. 1902)
  - Henryk Cudnowski, polski aktor, reżyser teatralny (ur. 1884)
  - Feliks Kapłan, polski działacz komunistyczny i związkowy (ur. 1893)
  - Józef Kramarz, polski polityk, działacz komunistyczny (ur. 1885)
- 1964 – Lucien Dehoux, belgijski gimnastyk (ur. 1890)
- 1965 – Erik Heinrichs, fiński generał (ur. 1890)
- 1966:
  - Jan Badura, polski działacz komunistyczny (ur. 1898)
  - Stanisław Habowski, polski generał brygady (ur. 1895)
- 1967 – Władimir Głuzdowski, radziecki generał porucznik (ur. 1903)
- 1968:
  - Augustin Bea, niemiecki kardynał (ur. 1881)
  - Carl Bertilsson, szwedzki gimnastyk (ur. 1889)
- 1969 – Alfredo Vignale, włoski przedsiębiorca, projektant samochodów (ur. 1913)
- 1970:
  - George Chenier, kanadyjski snookerzysta (ur. 1907)
  - Władysław Szafer, polski botanik, wykładowca akademicki (ur. 1886)
- 1971:
  - Josef Kainar, czeski poeta, dramaturg, tłumacz (ur. 1917)
  - Edie Sedgwick, amerykańska aktorka (ur. 1943)
  - Arne Tollbom, szwedzki szpadzista (ur. 1911)
- 1972:
  - Béla Goldoványi, węgierski lekkoatleta, sprinter (ur. 1925)
  - Wacław Gralewski, polski porucznik, publicysta (ur. 1900)
  - Iwan Łyczow, radziecki polityk, dyplomata (ur. 1881)
- 1973:
  - Lorenzo Fernández, urugwajski piłkarz (ur. 1900)
  - Alfredo Ghierra, urugwajski piłkarz (ur. 1891)
  - Florian Piotrowski, polski chirurg (ur. 1898)
  - Ludwik Skibiński-Orliński, polski polityk, senator RP (ur. 1895)
  - Alan Watts, brytyjski filozof, pisarz, mówca (ur. 1915)
- 1974 – Fritz Walther Meissner, niemiecki fizyk, wykładowca akademicki (ur. 1882)
- 1975:
  - Władimir Almendinger, rosyjski wojskowy, działacz emigracyjny, publicysta, pisarz (ur. 1895)
  - Wynn Bullock, amerykański fotograf (ur. 1902)
  - Karel Opočenský, czechosłowacki szachista (ur. 1892)
  - Agustín Pagola Gómez, rosyjski piłkarz, trener pochodzenia hiszpańskiego (ur. 1922)
  - Juliusz Poniatowski, polski ekonomista, działacz ludowy i niepodległościowy, polityk, minister rolnictwa i reform rolnych, wicemarszałek Sejmu RP (ur. 1886)
  - Aleksandr Winogradow, rosyjski geochemik, wykładowca akademicki (ur. 1885)
- 1976 – Andrzej Polus, polski samorządowiec, prezydent Gorzowa Wielkopolskiego, burmistrz Szamotuł (ur. 1904)
- 1977 – Ewa Ostrowska, polska językoznawczyni, polonistka, historyk literatury polskiej, wykładowczyni akademicka (ur. 1907)
- 1978:
  - Kazimierz Doroba, polski bokser (ur. 1911)
  - Erik Harling, szwedzki pływak (ur. 1910)
- 1979:
  - Rachel Jana’it Ben-Cewi, izraelska pedagog, publicystka, pierwsza dama (ur. 1886)
  - Jerzy (Korenistow), rosyjski arcybiskup Polskiego Autokefalicznego Kościoła Prawosławnego, pierwszy ordynariusz diecezji łódzko-poznańskiej (ur. 1900)
  - Giuseppe Valentini, włoski jezuita, albanista, bizantynolog, wykładowca akademicki (ur. 1900)
  - Leszek Winowski, polski historyk prawa, wykładowca akademicki (ur. 1910)
- 1980:
  - Eugeniusz Briański, polski malarz pochodzenia rosyjskiego (ur. 1905)
  - John Cade, australijski psychiatra (ur. 1912)
  - Imogen Hassall, brytyjska aktorka (ur. 1942)
  - Krishnan Nair, indyjski aktor (ur. 1939)
  - Frank Luther, amerykański piosenkarz country (ur. 1899)
  - O.V. Wright, amerykański wokalista soulowy (ur. 1939)
- 1981 – Konstantin Tielegin, radziecki funkcjonariusz NKWD, generał porucznik (ur. 1899)
- 1982:
  - Pawieł Aleksandrow, rosyjski matematyk, wykładowca akademicki (ur. 1896)
  - Jurij Łopatynski, ukraiński polityk nacjonalistyczny, podpułkownik UPA (ur. 1906)
  - Andrej Makajonak, białoruski komediopisarz (ur. 1920)
  - Leonard Olejnik, polski prawnik, działacz sportowy, fotograf (ur. 1905)
- 1983 – Dora Gabe, bułgarska poetka, pisarka, tłumaczka (ur. 1886)
- 1984:
  - Władysław Domoń, polski kapral (ur. 1917)
  - Paul Pörtner, niemiecki dramaturg, poeta (ur. 1925)
  - Leonard Rose, amerykański wiolonczelista pochodzenia żydowskiego (ur. 1918)
- 1985:
  - Tadeusz Fuss-Kaden, polski malarz (ur. 1914)
  - Omayra Sánchez, kolumbijska dziewczynka, ofiara wybuchu wulkanu Nevado del Ruiz (ur. 1972)
  - John Sparkman, amerykański polityk, senator (ur. 1899)
- 1986 – Hubert Skolik, polski trever piłkarski (ur. 1913)
- 1987:
  - Jānis Škincs, łotewski piłkarz (ur. 1911)
  - Władysław Zieliński, polski historyk, wykładowca akademicki (ur. 1939)
- 1988 – Witold Kotowski, polski adwokat, redaktor, pisarz, działacz społeczny (ur. 1899)
- 1990:
  - Dmitrij Skobielcyn, rosyjski fizyk, wykładowca akademicki (ur. 1892)
  - Karol Zbyszewski, polski satyryk, publicysta (ur. 1904)
- 1991:
  - Zygmunt Acedański, polski grafik (ur. 1909)
  - Gustav Wetterström, szwedzki piłkarz (ur. 1911)
- 1992:
  - Jan Mazaraki, polski zootechnik, wykładowca akademicki (ur. 1907)
  - Tone Pretnar, słoweński historyk literatury, wykładowca akademicki, tłumacz (ur. 1945)
- 1993:
  - Ludwik Noczyński, polski chirurg, wykładowca akademicki (ur. 1934)
  - Lucia Popp, słowacka śpiewaczka operowa (sopran koloraturowy) (ur. 1939)
- 1994:
  - Norbert Aleksiewicz, polski rolnik, polityk, poseł na Sejm PRL (ur. 1948)
  - Iwan Draczenko, radziecki pilot wojskowy, as myśliwski (ur. 1922)
- 1995:
  - Władimir Djakow, rosyjski historyk, wykładowca akademicki (ur. 1919)
  - Bolesław Szlązak, polski prawnik, polityk, poseł na Sejm PRL (ur. 1906)
- 1996:
  - Dondinho, brazylijski piłkarz (ur. 1917)
  - Wasił Spasow, bułgarski piłkarz, trener (ur. 1919)
- 1997:
  - Jan Calikowski, polski geolog (ur. 1924)
  - Jerzy Łukowicz, polski pianista, kameralista, pedagog (ur. 1936)
  - Georges Marchais, francuski związkowiec, polityk komunistyczny (ur. 1920)
- 1998:
  - Ludvík Daněk, czeski lekkoatleta, dyskobol (ur. 1937)
  - Aleksandr Smorczkow, radziecki pilot wojskowy, as myśliwski (ur. 1919)
- 1999:
  - Władimir Łomonosow, radziecki polityk (ur. 1928)
  - Kazimierz Młynarz, polski działacz kulturalny i filmowy, publicysta, animator kultury (ur. 1933)
  - Daniel Nathans, amerykański mikrobiolog, wykładowca akademicki, laureat Nagrody Nobla pochodzenia żydowskiego (ur. 1928)
- 2000:
  - Joe C., amerykański raper (ur. 1974)
  - Josef Ertl, niemiecki polityk (ur. 1925)
- 2001 – Tommy Flanagan, amerykański pianista i kompozytor jazzowy (ur. 1930)
- 2002:
  - Paweł Bielec, polski fotograf (ur. 1902)
  - Mieczysław Łobodycz, polski dyplomata (ur. 1911)
  - Zenon Nowak, polski związkowiec, polityk, senator RP (ur. 1949)
- 2003 – Zbigniew Śliwiński, polski pianista, pedagog (ur. 1924)
- 2004 – Wanda Elbińska-Robaczewska, polska aktorka (ur. 1929)
- 2005:
  - Dominique Chaboche, francuski menedżer, samorządowiec, polityk, eurodeputowany (ur. 1937)
  - Ralph Edwards, amerykański producent telewizyjny, prezenter radiowy i telewizyjny (ur. 1913)
  - Richard Moore, amerykański żeglarz sportowy (ur. 1910)
  - Paul Noel, amerykański koszykarz (ur. 1924)
  - Henry Taube, kanadyjski chemik, wykładowca akademicki, laureat Nagrody Nobla (ur. 1915)
  - Donald Watson, brytyjski działacz społeczny (ur. 1910)
  - Helena Wolny, polska metodyk literatury i języka polskiego, wykładowczyni akademicka, poetka. (ur. 1924)
- 2006:
  - Milton Friedman, amerykański ekonomista, laureat Nagrody Banku Szwecji im. Alfreda Nobla w dziedzinie ekonomii (ur. 1912)
  - Anna Krzysztofowicz, polska zoolog (ur. 1925)
  - Jurij Lewada, rosyjski socjolog, dziennikarz, publicysta (ur. 1930)
- 2009:
  - Anne-Sofie Østvedt, norweska działaczka ruchu oporu podczas II wojny światowej (ur. 1920)
  - Siergiej Magnitski, rosyjski prawnik, sygnalista (ur. 1972)
  - Ignacio Pérez, kolumbijski piłkarz (ur. 1934)
- 2010:
  - Ragnhild Magerøy, norweska pisarka (ur. 1920)
  - Jagjit Singh, indyjski hokeista na trawie (ur. 1944)
- 2012 – Józef Kudasiewicz, polski duchowny katolicki, biblista, tłumacz (ur. 1926)
- 2013:
  - Maria Roman Nowak, polski duchowny mariawicki, ordynariusz diecezji lubelsko-podlaskiej (ur. 1931)
  - Krystyna Przewoźna-Armon, polska historyk, archeolog (ur. 1928)
- 2014:
  - Babak Ghorbani, irański zapaśnik (ur. 1989)
  - Wacław Janas, polski polityk, dyplomata (ur. 1939)
  - Jadwiga Piłsudska, polska pilotka wojskowa, porucznik, architekt, córka Józefa (ur. 1920)
  - José Luis Viejo, hiszpański kolarz szosowy (ur. 1949)
- 2015:
  - David Canary, amerykański aktor (ur. 1938)
  - Jerzy Katlewicz, polski dyrygent, pedagog (ur. 1927)
  - Przemysław Maciołek, polski gitarzysta, członek zespołów: Poluzjanci i Sistars (ur. 1966)
- 2016:
  - Len Allchurch, walijski piłkarz (ur. 1933)
  - Daniel Prodan, rumuński piłkarz (ur. 1972)
  - Stanisław Szpunar, polski informatyk (ur. 1923)
- 2017:
  - Marek Kasprzyk, polski lekkoatleta, chodziarz (ur. 1951)
  - Franciszek Kornicki, polski pułkownik pilot (ur. 1916)
  - Dik Mik, brytyjski klawiszowiec, członek zespołu Hawkwind (ur. 1943)
  - Hiromi Tsuru, japońska aktorka (ur. 1960)
  - Ann Wedgeworth, amerykańska aktorka (ur. 1934)
- 2018:
  - Francisco Calvo Serraller, hiszpański historyk i krytyk sztuki, eseista (ur. 1948)
  - Cecylia Roszak, polska dominikanka, superstulatka (ur. 1908)
  - Zygmunt Skórzyński, polski socjolog, działacz społeczny (ur. 1923)
- 2019:
  - Irma Cordero, peruwiańska siatkarka (ur. 1942)
  - Bronisław Dembowski, polski duchowny katolicki, biskup włocławski (ur. 1927)
  - Jerzy Janiszewski, polski dziennikarz muzyczny, prezenter radiowy (ur. 1944)
- 2020:
  - Andrzej Gowarzewski, polski dziennikarz sportowy, historyk piłki nożnej (ur. 1945)
  - Henryk Gulbinowicz, polski duchowny katolicki, arcybiskup metropolita wrocławski, kardynał (ur. 1923)
  - Wojciech Kincel, polski zakonnik katolicki, przełożony generalny Zgromadzenia Braci Serca Jezusowego (ur. 1963)
  - Walid al-Mu’allim, syryjski polityk, dyplomata, wicepremier, minister spraw zagranicznych (ur. 1941)
  - Bruce Swedien, amerykański inżynier dźwięku, producent muzyczny (ur. 1934)
  - Antoni Wójtowicz, polski wydawca, przedsiębiorca, działacz opozycji antykomunistycznej (ur. 1954)
- 2021: 
  - Tony Dron, brytyjski kierowca wyścigowy, pisarz (ur. 1946)
  - Kamil Durczok, polski dziennikarz i prezenter radiowo-telewizyjny, publicysta (ur. 1968)
  - Alipiusz (Kozoli), ukraiński duchowny prawosławny, arcybiskup metropolita dżankojski i rozdolnieński (ur. 1971)
  - Kazimierz Pękała, polski ginekolog, polityk, poseł na Sejm RP (ur. 1941)
  - Mieczysław Szostek, polski chirurg, profesor nauk medycznych, polityk, poseł na Sejm PRL (ur. 1933)
- 2022:
  - Nicki Lynn Aycox, amerykańska aktorka (ur. 1975)
  - Bjørn Brinck-Claussen, duński szachista (ur. 1942)
  - Tadeusz Maciejewski, polski historyk prawa, wykładowca akademicki (ur. 1952)
  - Piotr Pankanin, polski chemik, polityk, senator i poseł na Sejm RP (ur. 1948)
  - Maria Skowrońska, polska malarka (ur. 1948)
- 2023:
  - A.S. Byatt, brytyjska pisarka (ur. 1936)
  - Benedykt Czuma, polski dziennikarz, wydawca, działacz opozycji antykomunistycznej, polityk (ur. 1941)
  - Ryszard Engelking, polski matematyk, tłumacz (ur. 1935)
  - Johnny Green, amerykański koszykarz (ur. 1933)
  - Andrzej Siodła, polski bokser (ur. 1942)
- 2024:
  - Wiesław Goliat, polski piłkarz ręczny (ur. 1959)
  - John Hine, brytyjski duchowny katolicki, biskup pomocniczy Southwark (ur. 1938)
  - Hamid Merakchi, algierski piłkarz (ur. 1976)
  - Władłen Naumenko, ukraiński piłkarz, trener (ur. 1947)
  - Jiří Pospíšil, czeski psycholog, polityk, wiceminister obrony, eurodeputowany (ur. 1949)